# Catherine Barthélémy
Catherine Barthélemy, née le 21 mars 1946 à Adriers, est une physiologiste et pédopsychiatre française. Elle est professeur de médecine honoraire au CHRU de Tours. Elle est élue présidente de l'Académie nationale de médecine pour 2024.

## Biographie
Après ses études de médecine sur le site Bretonneau du CHRU de Tours, elle rejoint en 1970 l'équipe du professeur Gilbert Lelord, pionnier de la recherche en neuropsychologie sur l'autisme, puis continue   ses recherches au Collège de France à Paris. Elle revient à Tours où elle exerce au centre hospitalier universitaire où elle succède à Gilbert Lelord en 1996.
Elle se spécialise dans le domaine de l'autisme et arrive à la tête de l'équipe Imagerie et Cerveau « Autisme et troubles du développement ». En 1985, lors d'un congrès à Tours, elle présente sa théorie sur les origines neurologiques de l'autisme, réfutant que l'autisme soit déclenché par un trouble affectif avec la mère. Elle se fait huer par les pédopsychiatres (formés à la psychanalyse) présents dans la salle.

## Responsabilités institutionnelles et associatives

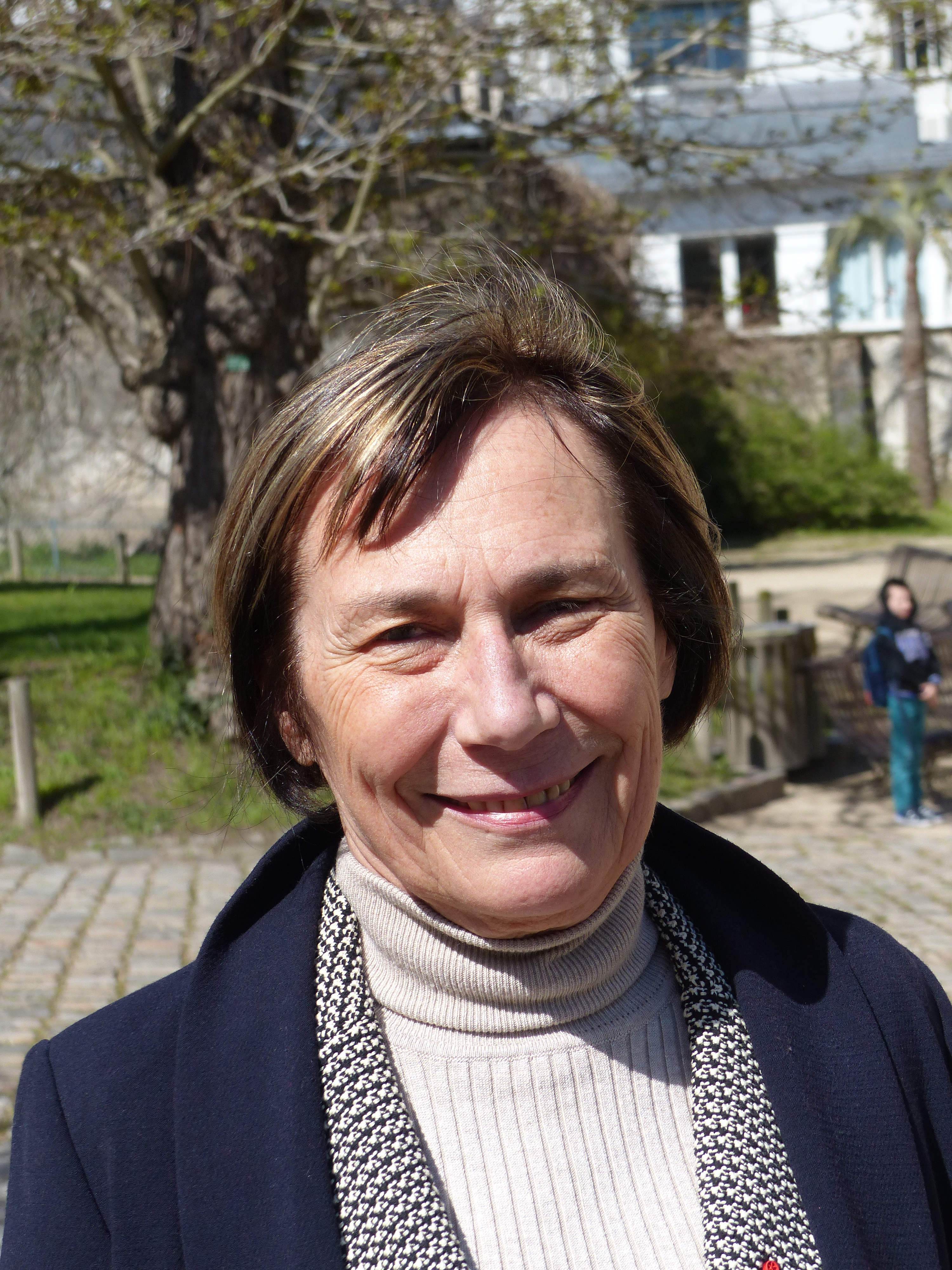
Catherine Barthélemy à l'extérieur, lors du lancement du 4e plan autisme (ou stratégie autisme) le 6 avril 2018.

Catherine Barthélemy a été, jusqu'en 2011, chef du service universitaire d'explorations fonctionnelles et de neurophysiologie en pédopsychiatrie du CHRU de Tours. Elle était responsable, au sein de l'équipe Inserm Unité 930,  Autisme et troubles du développement, de l'équipe de recherche « Autisme », qui travaille à préciser dans l'autisme les relations qui existent entre les anomalies comportementales et cognitives et les dysfonctionnements neuronaux sous-jacents.
Catherine Barthélemy est cofondatrice, avec Duché et Lelord, de l'association pour la recherche sur l'autisme et la prévention des inadaptations (ARAPI), dont elle est l'actuelle vice-présidente.
Elle est membre titulaire de l'Académie nationale de médecine. Elle est élue vice-présidente de l'Académie de Médecine pour l'année 2023 et pour la présidence en 2024. Elle est intronisée présidente le 9 janvier 2024.
Des travaux sont conduits par Charles Aussilloux, qui dirige la Fédération française de psychiatrie, et Catherine Barthélemy : ils aboutiront à la rédaction d'un guide de bonnes pratiques concernant les méthodes de prise en charge de l'autisme.

## Publications
- L'autisme de l'enfant : la thérapie d'échange et de développement (avec Laurence Hameury et Gilbert Lelord), Paris, Expansion scientifique française, 1995, XIII-396 p.  (ISBN 2-7046-1465-2)
- L'autisme : de la recherche à la pratique par Berthoz, Christian Andres, Catherine Barthélemy, Jean Massion, Bernadette Rogé, Paris, Odile Jacob, 2005, 482 p.  (ISBN 2-7381-1616-7)
- Améliorer la qualité de vie des personnes autistes, par Bernadette Rogé, Ghislain Magerotte, Catherine Barthélemy et Arapi, Paris, Dunod, coll. « Action sociale », 2008 (édition 2016 sous la forme d'un fichier HTML ou PDF)

## Décorations
- 1999 :  Officière de l'ordre des Palmes académiques
- 2015 :  Officière de la Légion d'honneur
- 2016 : Prix d'honneur de l'Inserm[7]
- 2019 :  Commandeure de l'ordre national du Mérite. Elle est directement promue au grade de commandeure le 29 mai 2019[8].